# Alberto Marchetti
Alberto Marchetti (Montevarchi, Provincia de Arezzo, Italia, 16 de diciembre de 1954) es un exfutbolista y director técnico italiano. Se desempeñaba en la posición de centrocampista.

## Clubes

### Como futbolista
| Club            | País   | Año       |
| --------------- | ------ | --------- |
| U. S. Arezzo    | Italia | 1973-1974 |
| Juventus F. C.  | Italia | 1974-1975 |
| Novara Calcio   | Italia | 1975-1976 |
| Juventus F. C.  | Italia | 1976-1977 |
| Cagliari Calcio | Italia | 1977-1983 |
| Udinese Calcio  | Italia | 1983-1984 |
| Ascoli Calcio   | Italia | 1984-1987 |
| Novara Calcio   | Italia | 1987-1988 |

### Como entrenador
| Club          | País   | Año  |
| ------------- | ------ | ---- |
| Novara Calcio | Italia | 1999 |

## Palmarés

### Campeonatos nacionales
| Título  | Club           | País   | Año     |
| ------- | -------------- | ------ | ------- |
| Serie A | Juventus F. C. | Italia | 1976-77 |
| Serie B | Ascoli Calcio  | Italia | 1985-86 |

### Copas internacionales
| Título          | Club           | País   | Año     |
| --------------- | -------------- | ------ | ------- |
| Copa de la UEFA | Juventus F. C. | Italia | 1976-77 |